# ハワード郡 (ネブラスカ州)
ハワード郡 (英: Howard County) はアメリカ合衆国ネブラスカ州に位置する郡である。2000年現在、人口は6,567人である。ここの郡庁所在地はセントポールである。

## 地理
アメリカ合衆国統計局によると、この郡は総面積1,491 km2 (576 mi2) である。このうち1,475 km2 (569 mi2) が陸地で16 km2 (6 mi2) が水地域である。総面積の1.09%が水地域となっている。

### 隣接する郡
- メリック郡 (東)
- ホール郡 (南)
- バッファロー郡 (南西)
- シャーマン郡 (西)
- グリーリー郡 (北)

## 人口動勢
2000年現在の国勢調査で、この郡は人口6,567人、2,546世帯、及び1,797家族が暮らしている。人口密度は4/km2 (12/mi2) である。2/km2 (5/mi2) の平均的な密度に2,782軒の住居が建っている。この郡の人種的構成は白人98.69%、アフリカン・アメリカン0.30%、先住民0.24%、アジア0.09%、太平洋諸島系0.03%、その他の人種0.32%、及び混血0.32%である。人口の1.01%がヒスパニックまたはラテン系である。

2000年国勢調査に基づくハワード郡の人口ピラミッド

この郡内の住民は28.30%が18歳未満の未成年、18歳以上24歳以下が6.60%、25歳以上44歳以下が25.30%、45歳以上64歳以下が22.60%、及び65歳以上が17.10%にわたっている。中央値年齢は38歳である。女性100人ごとに対して男性は101.00人である。18歳以上の女性100人ごとに対して男性は97.30人である。
この郡の世帯ごとの平均的な収入は33,305米ドルであり、家族ごとの平均的な収入は40,259米ドルである。男性は27,270米ドルに対して女性は19,587米ドルの平均的な収入がある。この郡の一人当たりの収入 (per capita income) は15,535米ドルである。人口の11.70%及び家族の8.50%は貧困線以下である。全人口のうち18歳未満の14.30%及び65歳以上の15.00%は貧困線以下の生活を送っている。

## 都市及び村
- Boelus
- Cotesfield
- クッシング (Cushing)
- Dannebrog
- Elba
- ファーウェル (Farwell)
- セントポール (St. Paul)